# Surviving
Surviving is een film uit 1985 onder regie van Waris Hussein.

## Verhaal
De film richt zich op twee tieners, Rick en Lonnie. Lonnie keert terug naar huis na een mislukte zelfmoordpoging. Vervolgens begint ze een relatie met Rick, wat de familie streng afkeurt. Dan neemt Lonnie een beslissing die iedereen zal choqueren.

## Rolverdeling
| Acteur           | Personage     |
| ---------------- | ------------- |
| Molly Ringwald   | Lonnie        |
| Ellen Burstyn    | Tina Brogan   |
| Zach Galligan    | Rick Brogan   |
| River Phoenix    | Philip Brogan |
| Heather O'Rourke | Sarah Brogan  |
| Paul Sorvino     | Harvey        |
| Len Cariou       | David Brogan  |
| Marsha Mason     | Lois          |